# Staszowski
Staszowski là một huyện thuộc tỉnh Świętokrzyskie của Ba Lan. Huyện có diện tích 925 km². Đến ngày 1 tháng 1 năm 2011, dân số của huyện là 73125 người và mật độ 79 người/km².